# 祖芬根
祖芬根（德語：Zofingen）是位於瑞士北部的一座城市。屬阿爾高州。2006年，有人口10,534人。祖芬根建於1201年。祖芬根的老城區及市政府入選瑞士国家重要文化财产名录。

## 外部連結
- 官方網站 （页面存档备份，存于）